# Tejadillos
Tejadillos è un comune spagnolo di 166 abitanti situato nella comunità autonoma di Castiglia-La Mancia.